# Imaginarium
Imaginarium är den andra fullängdsskivan av det svenska power metal bandet Morifade. Den innehåller elva låtar och gavs ut 2002.

## Låtlista
1. Lost Within A Shade
2. Escape
3. Rising Higher
4. Nevermore
5. The Enemy Within
6. Dark Images
7. In Martyria
8. Revive For Awhile
9. The Secrecy
10. Reborn
11. Whispering Voices

## Medverkande
- Sång: Stefan Petersson
- Gitarr: Jesper Johansson
- Gitarr: Robin Arnell
- Bas: Henrik Weimedal
- Keyboards: Fredrik "Frippe" Eriksson
- Trummor: Kim Arnell